# Landsbyggefonden
Landsbyggefonden (forkortet LBF) er en selvejende institution, der er stiftet af almene boligorganisationer og oprettet ved lov. Fonden har hjemsted  i Studiestræde i København.
Landsbyggefonden har til formål at støtte og udvikle alment boligbyggeri gennem forskellige tilskuds- og låneordninger. Fonden er en hjørnesten i en dansk selvfinansieringsmodel – hvor den almene sektor gennem pligtmæssige bidrag og indbetalinger er med til at styrke boliglivet og sektorens konkurrenceevne gennem forskellige støtteordninger for renoveringen af og økonomien i landets boligafdelinger. Når boligafdelingens realkreditlån er betalt ud efter f.eks. 30 år skal afdelingen fortsætte med at indbetale et beløb svarende til afdrag og renter på lånet. Pengene går så i stedet til fonden. 
Desuden forestår fonden analyser af udviklingen i den almene boligsektor samt driver platforme for formidling af de almene lejeboliger og for styringsdialogen mellem landets boligorganisationer og tilsynskommunerne.
Fondens økonomiske indtægt stammer altså fra boligafdelinger i den almene sektor.

## Oprettelsen af Landsbyggefonden
Landsbyggefonden blev oprettet ved lov i 1967 under navnet Boligselskabernes Landsbyggefond. Fondens oprettelse var et resultat af ”det store boligforlig”, der var blevet indgået året forinden af den socialdemokratiske regering under ledelse af Jens Otto Krag samt Det Konservative Folkeparti, Venstre og Det Radikale Venstre. Målet var en harmonisering af huslejen mellem ældre og nybyggede lejligheder. Aftalen medførte lejestigninger indenfor både det private og almene område. Samtidig blev lejerne dog kompenseret med indførslen af boligsikring. En del af midlerne fra det højere lejeniveau i den almene boligsektor blev placeret i Landsbyggefonden, som skulle støtte opførslen af nyt alment boligbyggeri.Liliengreen, Curt; Skodborg, Lene Målet med oprettelsen af fonden var samtidig også at fremme sektorens selvfinansieringsgrad.  I 1996 fik Landsbyggefonden sit nuværende navn.  

## Hvad støtter Landsbyggefonden?
Udover at støtte nybyggeri af almene boliger yder Landbyggefonden også andre former for støtte. Disse omfatter bl.a. støtte til renoveringer og forbedringer, der ligger udenfor den almindelige vedligeholdelse af afdelingerne. Desuden yder fonden driftsstøtte, der skal sikre, at balancenlejen kan fastholdes på et konkurrencedygtigt niveau. Dette er ofte nødvendigt i forbindelse med renoveringsstøttesager, da disse typisk vil medføre en huslejestigning. Fonden yder endvidere støtte til boligsociale indsatser, der både kan have form af huslejestøtte og støtte til aktiviteter og organisering. Sidstnævnte sker i samarbejde med det lokale forenings- og erhvervsliv og løsningerne udvikles sammen med beboerne. Endvidere yder Landsbyggefonden også støtte til forskning.

## Landsbyggefondens organisering
Landsbyggefonden ledes af en bestyrelse på ni medlemmer, hvoraf formanden og fire medlemmer er valgt af BL. Desuden vælges to medlemmer af Lejernes LO, ét medlem vælges af KL og ét medlem vælges af Københavns og Frederiksberg kommuner i fællesskab. Bestyrelsen sidder i en periode på fire år. Ret organisatorisk består fonden af en direktion, der varetager den daglige ledelse, og er opdelt i fem afdelinger. Afdelingerne er endvidere opdelt i en række teams med hvert deres specialiserede område:
- Afdeling for Social Udvikling: Afdelingen varetager fondens udvikling, finansiering og rammesætning af sociale indsatser. Endvidere står den for implementeringen af Landsbyggefondens videns- og forskningsstrategi.

- Administrationsafdelingen: Afdelingen er ansvarlig for grundkapital, trækningsret, indberetning af lån, boligportal/huslejeregister og danmarkbolig.dk, økonomistyring og - rapportering, kapitalforvaltning, LBF stamdata, tinglysning, pligtmæssige bidrag, lønadministration samt ansvaret for tværgående koordinering af udviklingsprojekter, herunder registrering af tilgængelighed og universelt design. Afdelingen består af Boligregistrerings Team, Grundkapital og Trækningsrets Team og Bogholderi, Låneindberetning og Regnskabs Team.
- Afdeling for Almen Analyse: Afdelingen er ansvarlig for garantiordning for afdelingsmidler, elektronisk regnskabsindberetning, regnskabsdatabasen, almen styringsdialog, benchmarking, temaundersøgelser og analyser, samt foretager regnskabsgennemgang og yder vejledning i regnskabsspørgsmål m.m., herunder IT-værktøjer som fx Regnskabsdatabasen og Tvillingeværktøjet.
- Afdeling for Renovering og Byudvikling: Afdelingen varetager sagsbehandlingen af renoveringssager, sager om driftsstøtte og boligsociale indsatser. Desuden varetager afdelingen fondens samarbejde med boligorganisationer, kommuner og andre parter indenfor det bystrategiske område. Afdelingen består af Bystrategisk Team, Byggeteknisk Team og Driftsstøtte Team.
- Kommunikationsafdelingen: Afdelingen formidler Landsbyggefondens arbejde og står bl.a. for den eksterne kommunikation via de sociale medier, nyhedsbreve, hjemmesider, pressen og konferencer. Afdelingen arbejder desuden med den kommunikative sparring og rådgivning af fondens medarbejdere og eksperter.